# Orthorhyncus cristatus
O beija-flor-de-poupa, também conhecido por colibri-de-crista-das-antilhas (nome científico: Orthorhyncus cristatus), é uma espécie de ave apodiforme pertencente à família dos troquilídeos, que inclui os beija-flores. É o único representante do gênero Orthorhyncus, que é monotípico. Por sua vez, também é, consequentemente, a espécie-tipo deste gênero. Pode ser encontrada em altitudes entre nível do mar até os 1000 metros acima do mesmo, se distribuindo por quase a totalidade do conjunto de arquipélagos conhecido como Pequenas Antilhas.

## Etimologia
O nome binomial desta espécie deriva da amálgama de dois termos gregos antigos, respectivamente; um adjetivo: ὀρθός, orthós, significando literalmente algo como "retilíneo"; adicionado ao substantivo do grego antigo: ῥύγχος, rhúnkhos, que descreve literalmente a região do bico. Nisso, seu descritor específico, termo que especifica tal espécie deriva da língua neolatina: cristatus, que significaria algo como "coroado, crista longa". Ambos os termos utilizados se baseiam nas características fisiológicas do animal, com seu nome significando algo como "bico reto de crista longa" ou "coroado de nariz ereto". Subespécies receberam nomes a partir de características que lhes tornariam divergentes da subespécie nominal: ornatus, palavra latina, significa literalmente "decorado, ornamentado" ao que exilis denota algo "pequeno, estreito, delgado"; outra subespeciação, emigrans, receberia esse nome por seus hábitos migratórios.
Seus nomes populares dentro dos dialetos brasileiro e europeu, referem-se principalmente a aparência da "crista" do beija-flor-de-poupa, com a palavra "poupa" atuando como sinônimo de "crista", no sentido mais ornitológico. Enquanto isso, o nome "colibri-de-crista-das-antilhas" descreve tanto as penas superiores da cabeça quanto a região de distribuição geográfica do beija-flor, provavelmente para diferenciá-la de outras espécies com o mesmo nome.

## Descrição
De acordo com que foi indicado na seção anterior, os beija-flores-de-poupa estão entre as poucas espécies de troquilídeos a possuir uma estrutura similar à uma crista, não sendo uma estrutura carnosa, porém, mas um ornamento de plumas. Esta espécie demonstra o dimorfismo sexual clássico e bem acentuado, onde o macho apresenta plumagem vibrante e colorida e um comprimento ligeiramente maior do que a fêmea.
Os machos apresentam um bico preto curto retilíneo; cabeça com crista verde com a ponta verde-metálica até verde-azulado brilhante. As partes superiores são verde-bronze metálico e opaco, enquanto suas partes inferiores são negras e fuliginosas; sua cauda, de cor preta, possui extremidade arredondada. Nas fêmeas, o bico é semelhante ao do macho, mas a cabeça não apresenta crista. A região central da cabeça, o píleo e partes superiores são verde-bronze metálico. Ao que as partes inferiores possuem coloração cinzenta. Na cauda, arredondada de tom enegrecido, apresenta-se com quatro retrizes externas de pontas largas e com coloração branco-cinzenta.
Tais subespécies podem ser distinguidas pela cor de suas cristas: exilis é totalmente verde ou ligeiramente colorida em azul na extremidade; ornatus apresenta a região terminal abruptamente azul; cristatus possui a crista dourada a esmeralda, com a extremidade final violeta; emigrans é semelhante ao nominal, mas mais violeta-azulado, com a garganta em cinza mais claro; o grau de palidez nas partes inferiores das fêmeas se muda conforme a raça.

## Sistemática
A história natural do beija-flor-de-poupa inicia-se pela primeira metade do século do iluminismo, com a sua inclusão em uma publicação de George Edwards, um estudioso notório conhecido como "pai da ornitologia britânica": A Natural History of Uncommon Birds, onde descreveria a espécie por "crested humming bird". Conforme o próprio, o pesquisador baseou a gravura, colorida manualmente, através de um espécime, um macho, coletado na região das Índias Ocidentais. Tal espécie seria descrita formalmente apenas depois de algum tempo, pelo naturalista sueco Carlos Lineu, no ano de 1758, na publicação da décima edição de sua importante publicação, Systema Naturae, na qual esta espécie seria classificada juntamente com os outros beija-flores reconhecidos na época dentro do gênero Trochilus. Na publicação de Carlos Lineu introduziria-se uma breve descrição e uma citação ao trabalho de George Edwards. Por ser o único representante de seu gênero, este se classifica como um monotipo, no qual a espécie caracteriza-se como a espécie-tipo do gênero Orthorhyncus, introduzido primeiramente por Bernard Germain de Lacépède em 1799. O local tipo para esta espécie está restringido para a ilha de Barbados.
Estão reconhecidas quatro subespécies:
- Orthorhyncus cristatus exilis (Gmelin, 1799) — pode ser encontrada desde o sul de Porto Rico, através das Pequenas Antilhas até Santa Lúcia
- Orthorhyncus cristatus ornatus (Gould, 1871) — de distribuição geográfica mais restringida, pode ser encontrada exclusivamente em São Vicente
- Orthorhyncus cristatus cristatus (Linnaeus, 1758) — subespécie nominal, pode ser encontrada apenas em Barbados; um estudo sugeriu entretanto que a subespécie poderia ter invadido a ilha devido à tal divergência de sequência com as subespécies de Santa Lúcia e São Vicente, embora a confirmação dessas hipóteses requer um estudo filogeográfico mais aprofundado.[19] A população foi sinalizada como uma espécie potencialmente invasora em Barbados.[20]
- Orthorhyncus cristatus emigrans (Lawrence, 1877) — pode ser encontrada mas ilhas de Granadinas e Granada

## Distribuição e habitat
Esta espécie se distribui pela totalidade do conjunto de arquipélagos conhecido como Pequenas Antilhas, que se encontra entre Caribe e a América do Sul. Por está região, se distribui ao norte pelo leste de Porto Rico, seguindo pelas Ilhas Virgens Britânicas e Ilhas Virgens Americanas, pelo qual prossegue através da Anguilla, Antigua e Barbuda, São Cristóvão e Névis, e em Montserrat, nos territórios ultramarinos franceses de Guadalupe e Martinica, além das Santa Lúcia, São Vicente e Granadinas, Dominica, Barbados ao sul. Os seus habitats naturais são: florestas subtropicais ou tropicais úmidas de baixa altitude, florestas semiáridas e florestas secundárias altamente degradadas, como vegetação aberta, parques, plantações, bordas de florestas desde o nível do mar até altas montanhas. Se torna mais frequentemente avistada abaixo dos 500 metros acima do nível do mar.

## Comportamento
O beija-flor-de-poupa se tornou a primeira espécie de ave conhecida a ser predada por amblifigídeos, estes que também são conhecidos como aranhas-chicote-sem-cauda; no registro, entretanto, não sabe se seria o aracnídeo o responsável pela caça, visto que a ave foi encontrada morta no local. O colibri-de-crista-das-antilhas também seria encontrado predando em ninhos de Anolis stratulus. O beija-flor-de-poupa e muitos outros troquilídeos exibiram comportamento agonístico não apenas em relação a outras espécies de beija-flores, mas também para outras espécies de aves não competidoras, répteis e insetos, que podem ter como efeito reduzir localmente a sua diversidade biótica e serviços ecossistêmicos.

### Alimentação
Sua dieta consiste principalmente em néctar de uma variedade de arbustos floridos de Lantana, Euphorbia, entre outros, partes baixas de trepadeiras-das-sebes e em grandes árvores floridas, como nas árvores em Capparis, outros incluem Hibiscus, Bauhinia, Tabebuia e Delonix. O beija-flor-poupa alimenta-se próximo do solo e até a copa das árvores altas, apresentando uma preferência por plantas com flores do sub-bosque. Pequenos artrópodes podem ser coletados de superfícies de plantas ou predados no ar.

### Reprodução
O beija-flor-de-poupa se reproduz o ano todo, porém principalmente de março a junho. Seu ninho possui forma de taça, construído em galhos finos de arbusto ou videira 1 a 3 metros acima do solo, e é geralmente sombreado por folhas. O interior do ninho é forrado com fibra vegetal macia e o exterior decorado com pedaços de folhas mortas, líquen, musgo ou cascas. A ninhada consiste em dois ovos brancos, tamanho de 11,6 mm × 8—8,2 mm; a incubação dura entre 17 a 19 dias, feita pela fêmea, que também atacará persistentemente intrusos; os filhotes nascem com duas fileiras dorsais de penugem; o período de emplumação é de cerca de 19 a 21 dias; os jovens permanecem com a fêmea por 3 a 4 semanas; é uma ave de ninhada única. Eles começam a se reproduzir em seu segundo ano.

## Estado de conservação
Não ameaçado globalmente (pouco preocupante) e CITES II. Espécie de distribuição restrita: presente em Porto Rico e Ilhas Virgens e Pequenas Antilhas por adaptação. É um residente comum em toda a sua área de distribuição. Particularmente comum ao nível do mar, com densidades de pelo menos 6–10 pares/km² em Santa Lúcia, pelo menos 4–8 pares/km² em Guadalupe e pelo menos 3–5 pares/km² em Dominica. Difundido nas Pequenas Antilhas, ocorrendo em todas as altitudes e em todos os tipos de habitat; A pronta ocupação de habitats artificiais sugere que a perda de habitat é improvável que seja um problema.